# ان وارنر
ان وارنر (انگلیسی: Anne Warner؛ زادهٔ august ۲۴, ۱۹۵۴ (۷۰ سال)) ورزشکار روئینگ اهل ایالات متحده آمریکا است.
وی در مسابقات کشوری و بین‌المللی در مجموع برندهٔ ۱ مدال نقره، ۱ مدال برنز شده‌است.